# Golfclub de Koepel
Golfclub de Koepel is een Nederlandse golfclub in Wierden, bij Almelo, in de provincie Overijssel. Golfclub de Koepel heeft een 18 holes golfbaan met veel groen.